# Mercedes d'Orléans
María de las Mercedes d'Orléans y Borbón (Madrid, 24 giugno 1860 – Madrid, 26 giugno 1878) fu una principessa ed infanta di Spagna della dinastia francese degli Orléans, regina di Spagna come prima moglie di Alfonso XII.

## Biografia

### Infanzia ed educazione
Era figlia di Antonio d'Orléans, duca di Montpensier, e dell'infanta Luisa Ferdinanda di Borbone-Spagna, sorella di Isabella II di Spagna; suo padre era figlio di Luigi Filippo di Francia e di Maria Amalia di Borbone-Due Sicilie, mentre sua madre era figlia di Ferdinando VII di Spagna e della sua quarta moglie - e nipote- Maria Cristina di Borbone-Due Sicilie. Maria Mercedes discendeva per quattro quarti da membri dei Borboni. Fu battezzata lo stesso giorno della sua nascita, alle otto del pomeriggio, e i suoi padrini furono i suoi zii materni, la regina Isabella II e suo marito Francesco d'Assisi.
Anche se Mercedes era una principessa francese, era anche Infanta di Spagna, poiché suo padre era stato creato Infante in occasione del suo matrimonio.
Trascorse l'infanzia nel palazzo di San Telmo a Siviglia, dove risiedevano i genitori, malvisti a Madrid a causa delle aspirazioni del duca di Montpensier al trono della cognata. Era molto vicina a suo fratello Ferdinando, morto quando aveva 13 anni, e alle sorelle, le principesse Isabella (che avrebbe sposato il cugino Luigi Filippo Alberto d'Orléans, conte di Parigi, nel 1864), Maria Amelia (morta all'età di diciannove anni nel 1870) e Maria Cristina (1862-1879).

### Matrimonio
In seguito alla fragilità ed incertezza della politica del governo e alla corruzione della Corte, nel 1868 Isabella II venne deposta e tutta la famiglia reale esiliata. Poco dopo, quando aveva dodici anni, per la prima volta conobbe suo cugino Alfonso, principe delle Asturie e figlio della deposta Isabella II; nel 1876, poco dopo la sua ascesa al trono, il diciannovenne Alfonso XII dichiarò di voler sposare la cugina sedicenne, incontrando opposizioni nella famiglia reale.
L'ex regina Isabella aveva ad esempio progettato un fidanzamento con l'infanta Blanca (1866-1935), la figlia del suo rivale carlista Carlo Maria di Borbone-Spagna, duca di Madrid. Tuttavia Alfonso era il sovrano e l'ultima parola spettava a lui. Il fidanzamento ufficiale avvenne nel mese di dicembre del 1877 e le nozze il 23 gennaio 1878 nella chiesa di Atocha. Le nozze furono un avvenimento di grande risalto popolare in Spagna e le celebrazioni furono sontuose.

### Morte
Subito dopo la luna di miele, apparve evidente che Mercedes era affetta da tubercolosi; il matrimonio durò appena cinque mesi, durante i quali Mercedes potrebbe aver avuto un aborto spontaneo. Disperato, il re non poté fare nulla per impedire la morte della moglie, avvenuta due giorni dopo il suo diciottesimo compleanno, dopo giorni di incoscienza. Vestito con l'abito nuziale e veli neri, il corpo della regina Mercedes fu sepolto all'Escorial, ma non nella cripta reale a cui hanno diritto soltanto le regine che avevano dato alla luce un erede.
Meno di un anno dopo Alfonso XII sopravvisse ad un attentato. Quando il ministro Antonio Cánovas del Castillo gli ricordò che un sovrano doveva sposarsi per assicurare la discendenza, Alfonso scelse la sua ex cognata e cugina, Maria Cristina d'Orléans, che assomigliava molto a Mercedes: troppo, poiché anch'essa morì di tubercolosi durante il fidanzamento, spezzandogli il cuore. Senza alcun interesse, Alfonso acconsentì a sposare Maria Cristina d'Asburgo-Teschen, che gli diede tre figli, uno dei quali, il futuro Alfonso XIII di Spagna, nato dopo la morte del padre.

## Nella cultura di massa
- La notizia della sua scomparsa ha generato molte canzoni popolari che lo spiegano[8], in particolare la famosa copla (con molte varianti in Spagna e nelle Americhe), particolarmente popolare tra i bambini consegnati come canzone che accompagna un gioco con la corda per saltare[9]. Secondo Benito Pérez Galdós, ne aveva già sentito parlare pochi giorni dopo l'incidente: ¿Dónde vas Alfonso XII? Dónde vas triste de ti? Voy en busca de Mercedes que ayer tarde no la vi ("Dove vai, Alfonso XII? Dove vai, uomo triste? - Vado in cerca di Mercedes che non ho visto ieri pomeriggio...")[9].

- Un film sulla storia d'amore tra Mercedes e Alfonso XII, ¿Dónde vas Alfonso XII? (con Paquita Rico nel ruolo di Mercedes) è uscito nel 1958.

- La regina Mercedes fu tra i promotori della costruzione della cattedrale dell'Almudena, una nuova chiesa, a Madrid, di fronte al Palazzo Reale. Dopo oltre un secolo, nel maggio 2004, il Principe delle Asturie Felipe di Borbone-Spagna si sposò in quella chiesa, dove il corpo di Mercedes era stato traslato l'8 novembre 2000, secondo i desideri del vedovo.

## Omaggi
- Una città nella provincia di Isabela, situata nelle Filippine, fu chiamata Reina Mercedes in suo onore durante il periodo coloniale spagnolo.

## Ascendenza
|                                       |                    |                                  | Genitori                                            |  |  | Nonni |  |  | Bisnonni                            |  |  | Trisnonni                          |  |
|                                       |                    |                                  |                                                     |  |  |       |  |  | Luigi Filippo II di Borbone-Orléans |  |  | Luigi Filippo I di Borbone-Orléans |  |
|                                       |                    |                                  |                                                     |  |  |       |  |  | Luigi Filippo II di Borbone-Orléans |  |  | Luigi Filippo I di Borbone-Orléans |  |
|                                       |                    | Luisa Enrichetta di Borbone      |                                                     |  |  |       |  |  | Luigi Filippo II di Borbone-Orléans |  |  |                                    |  |
| Luigi Filippo di Francia              |                    |                                  |                                                     |  |  |       |  |  | Luigi Filippo II di Borbone-Orléans |  |  |                                    |  |
|                                       |                    | Luisa Maria Adelaide di Borbone  | Luigi Giovanni Maria di Borbone, Duca di Penthièvre |  |  |       |  |  |                                     |  |  |                                    |  |
|                                       |                    | Luisa Maria Adelaide di Borbone  | Luigi Giovanni Maria di Borbone, Duca di Penthièvre |  |  |       |  |  |                                     |  |  |                                    |  |
|                                       |                    | Luisa Maria Adelaide di Borbone  | Maria Teresa d'Este                                 |  |  |       |  |  |                                     |  |  |                                    |  |
| Antonio d'Orléans                     |                    | Luisa Maria Adelaide di Borbone  |                                                     |  |  |       |  |  |                                     |  |  |                                    |  |
|                                       |                    | Ferdinando I delle Due Sicilie   | Carlo III di Spagna                                 |  |  |       |  |  |                                     |  |  |                                    |  |
|                                       |                    | Ferdinando I delle Due Sicilie   | Carlo III di Spagna                                 |  |  |       |  |  |                                     |  |  |                                    |  |
|                                       |                    | Ferdinando I delle Due Sicilie   | Maria Amalia di Sassonia                            |  |  |       |  |  |                                     |  |  |                                    |  |
| Maria Amalia di Borbone-Due Sicilie   |                    | Ferdinando I delle Due Sicilie   |                                                     |  |  |       |  |  |                                     |  |  |                                    |  |
|                                       |                    | Maria Carolina d'Asburgo-Lorena  | Francesco I di Lorena                               |  |  |       |  |  |                                     |  |  |                                    |  |
|                                       |                    | Maria Carolina d'Asburgo-Lorena  | Francesco I di Lorena                               |  |  |       |  |  |                                     |  |  |                                    |  |
|                                       |                    | Maria Carolina d'Asburgo-Lorena  | Maria Teresa d'Austria                              |  |  |       |  |  |                                     |  |  |                                    |  |
| Mercedes d'Orléans                    |                    | Maria Carolina d'Asburgo-Lorena  |                                                     |  |  |       |  |  |                                     |  |  |                                    |  |
|                                       | Carlo IV di Spagna | Carlo III di Spagna              |                                                     |  |  |       |  |  |                                     |  |  |                                    |  |
|                                       | Carlo IV di Spagna | Carlo III di Spagna              |                                                     |  |  |       |  |  |                                     |  |  |                                    |  |
|                                       | Carlo IV di Spagna | Maria Amalia di Sassonia         |                                                     |  |  |       |  |  |                                     |  |  |                                    |  |
| Ferdinando VII di Spagna              | Carlo IV di Spagna |                                  |                                                     |  |  |       |  |  |                                     |  |  |                                    |  |
|                                       |                    | Maria Luisa di Borbone-Parma     | Filippo I di Parma                                  |  |  |       |  |  |                                     |  |  |                                    |  |
|                                       |                    | Maria Luisa di Borbone-Parma     | Filippo I di Parma                                  |  |  |       |  |  |                                     |  |  |                                    |  |
|                                       |                    | Maria Luisa di Borbone-Parma     | Elisabetta di Borbone-Francia                       |  |  |       |  |  |                                     |  |  |                                    |  |
| Luisa Ferdinanda di Borbone-Spagna    |                    | Maria Luisa di Borbone-Parma     |                                                     |  |  |       |  |  |                                     |  |  |                                    |  |
|                                       |                    | Francesco I delle Due Sicilie    | Ferdinando I delle Due Sicilie                      |  |  |       |  |  |                                     |  |  |                                    |  |
|                                       |                    | Francesco I delle Due Sicilie    | Ferdinando I delle Due Sicilie                      |  |  |       |  |  |                                     |  |  |                                    |  |
|                                       |                    | Francesco I delle Due Sicilie    | Maria Carolina d'Asburgo-Lorena                     |  |  |       |  |  |                                     |  |  |                                    |  |
| Maria Cristina di Borbone-Due Sicilie |                    | Francesco I delle Due Sicilie    |                                                     |  |  |       |  |  |                                     |  |  |                                    |  |
|                                       |                    | Maria Isabella di Borbone-Spagna | Carlo IV di Spagna                                  |  |  |       |  |  |                                     |  |  |                                    |  |
|                                       |                    | Maria Isabella di Borbone-Spagna | Carlo IV di Spagna                                  |  |  |       |  |  |                                     |  |  |                                    |  |
|                                       |                    | Maria Isabella di Borbone-Spagna | Maria Luisa di Borbone-Parma                        |  |  |       |  |  |                                     |  |  |                                    |  |
|                                       |                    | Maria Isabella di Borbone-Spagna |                                                     |  |  |       |  |  |                                     |  |  |                                    |  |